# La Resurrección (Ambrosius Benson)
La Resurrección o El Resucitado es una obra de Ambrosius Benson (c.1490-1550), pintor flamenco del siglo XVI, que se conserva en el Museo Catedralicio de Burgos, en la catedral del mismo nombre (España). Está fechada entre 1530 y 1535.
Está realizada en óleo sobre tabla y representa el episodio evangélico de la Resurrección de Jesús, en la que aparece portando en la mano izquierda una cruz. Destaca la composición por su calidez y luminosidad, así como por su detallismo y minuciosidad.
Formó parte de la exposición Remembranza, que Las Edades del Hombre realizó en la catedral de Zamora en el año 2001.